# دومنیتسی
دومنیتسی (به بلغاری: Dumnitsi) یک منطقهٔ مسکونی در بلغارستان است که در شهرستان گابروو واقع شده است.